# سارا وینتر
سارا فرناندا جیرومینی (زاده ۱۸ ژوئن ۱۹۹۲)، معروف به سارا وینتر، یک فعال و سیاستمدار برزیلی است. او بنیانگذار نوع برزیلی گروه فمن بود، اما پس از نیمه دوم سال ۲۰۱۳ در گروه خودش BastardXs کار کرد. از سال ۲۰۱۵، او به «گروه طرفدار زنان» پیوست، در همان زمان که شروع به مبارزه با برنامه‌هایی کرد که زمانی از آن دفاع می‌کرد، از جمله ساخت اجتماعی جنسیت، فمینیسم و قانونی کردن سقط جنین.
سارا فرناندا جیرومینی با پدر و مادرش در شهر سائو کارلوس، در داخل ایالت سائوپائولو زندگی می‌کرد. سارا با سابقه خشونت خانوادگی گفته که انواع مختلف سوء استفاده از جمله آزار جنسی را تجربه کرده‌است. او یک فاحشه بود که ده ماه در فاحشه خانه کار کرده بود.
وینتر نامزد معاونت فدرال دموکرات‌ها در ریودوژانیرو در انتخابات ۲۰۱۸ بود که نتوانست انتخاب شود. در سال ۲۰۱۹، او هماهنگ‌کننده سیاست‌های زایمان در وزارت زنان، خانواده و حقوق بشر دولت بولسونارو بود.